# Sejmet
Sejmet (/ˈsɛkˌmɛt/), Sekhmet, Sacmis o Nesert (/ˈsækmᵻs/) es una diosa de la antigua cultura  Egipcia, símbolo de la fuerza y el poder. Era considerada la diosa de la guerra y de la venganza, pero también la diosa de la curación. Se decía que su aliento creó el desierto. Era la protectora de los faraones y los guiaba en la guerra. 
Su culto estaba tan expandido en la cultura egipcia, que cuando el primer faraón de la dinastía XII, Amenemhat I, instauró la capital en Itjtawy, su culto principal también se trasladó allí.
Sejmet es considerada también una diosa solar, reconocida en muchas ocasiones como la hija primogénita del dios solar Ra y relacionada con las diosas Hathor y Bastet.

## Iconografía
Fue representada con cuerpo de mujer y cabeza de leona, aunque con melena, generalmente coronada con el disco solar, el uraeus (diosa serpiente Uadjet) que la relacionaba con la realeza, portando el Anj, una flor de papiro o loto, y flechas. A veces también con el Ojo de Horus. Su vestimenta solía ser de color rojo, representando la sangre y muchas veces aparece mostrando los pechos, símbolo de poder.

## Mitología

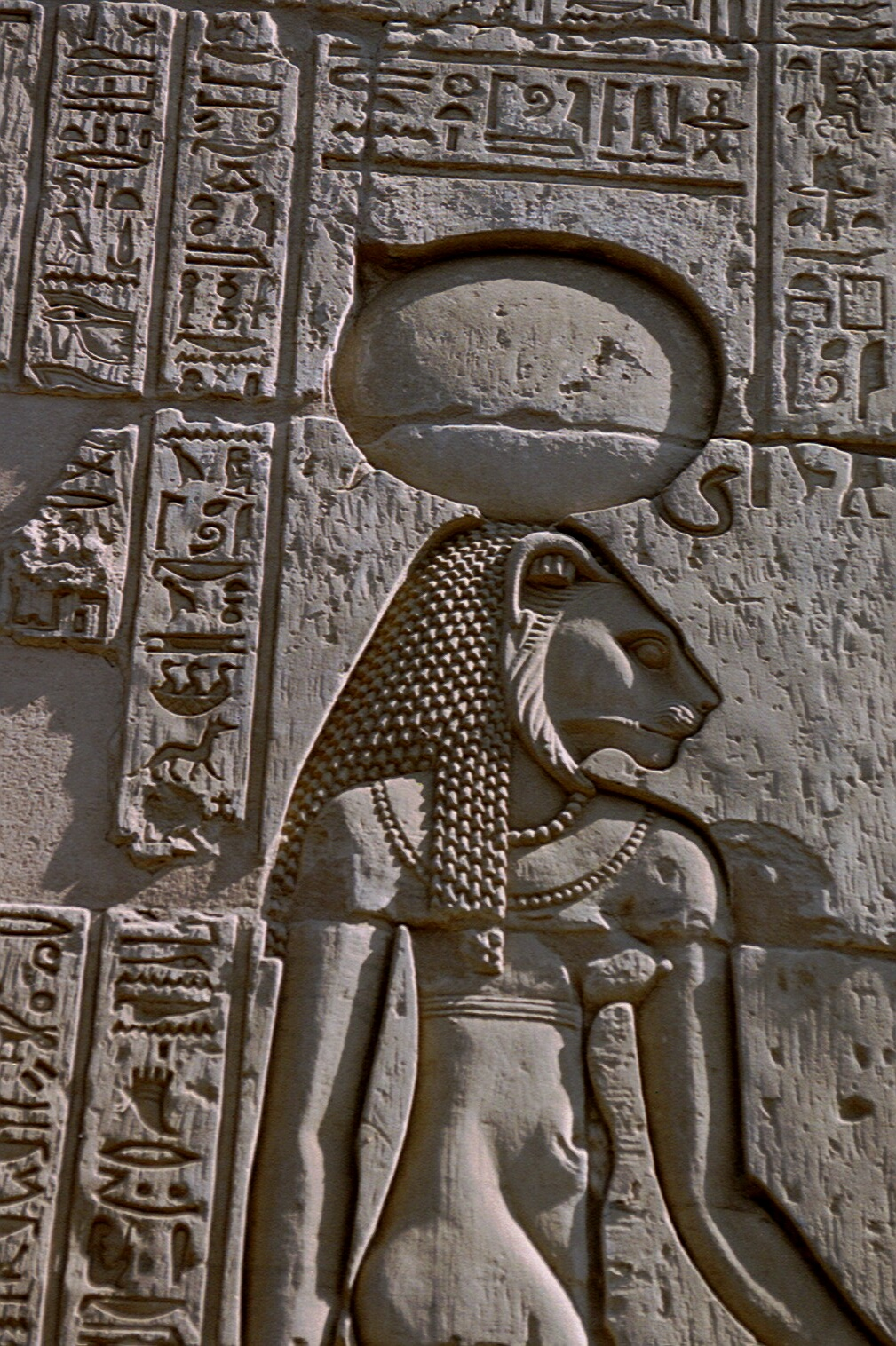
Sejmet, representada en un friso egipcio.

Era hija primogénita del dios Ra, su esposo era Ptah y su hijo, Nefertum con los que formaban la llamada tríada de Menfis. Se la considera un "álter-ego" de Hathor, diosa en la que acabó transformándose.
Su ira era temible pero, si se conseguía apaciguarla, otorgaba a sus adoradores el dominio sobre sus enemigos y el vigor y la energía para vencer la debilidad y la enfermedad.
En algunos casos fue considerada aliada y protectora de Ra, dado que daba muerte a quienes osaran enfrentarse o atacar a la monarquía divina o terrenal.

## Culto

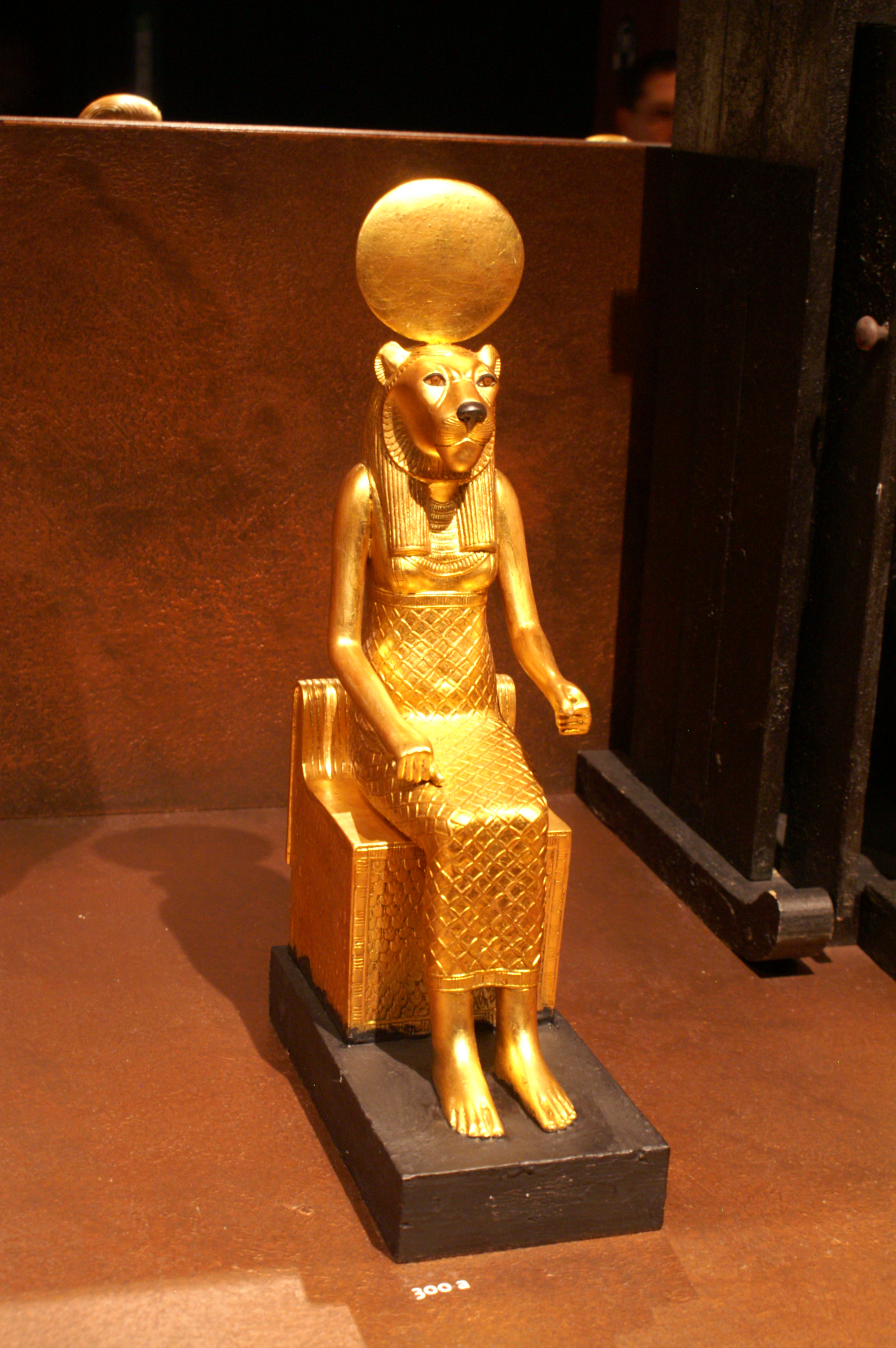
Estatua en oro de Sejmet.

Fue venerada como "Señora del Asheru", en el templo de Mut, en Karnak. También en Luxor, Menfis, Letópolis y la región del Delta. En algunos templos se le ofrecía sangre de animales sacrificados con el fin de evitar su cólera. 
Los sacerdotes realizaban un ritual ante una estatua diferente de la diosa todos los días para aplacar su ira. Este es el motivo por el que se han conservado tantas imágenes de la diosa. La mayoría de las estatuas no muestran ninguna expresión ni dinamismo (hieratismo típico en el arte egipcio), se realizaban de este modo pensando que duraran mucho tiempo. Se piensa que había más de 700 estatuas de Sejmet en el Templo de Amenhotep III. Incluso había algunos leones domesticados en los templos dedicados a Sejmet en Leontópolis.

### Festival de la Embriaguez
Ra estaba furioso al ver que la humanidad se rebelaba contra él, así que envió a su hija Sejmet para darles una lección. Sejmet masacró a la gente hasta que el Nilo se tiñó rojo por tanta sangre. A Ra le preocupaba que su hija iba a extinguir a toda la humanidad, y crecía su sed de sangre. Viendo esto, Ra tiñó cerveza con ocre rojo o hematita para que pareciera sangre y Sejmet, pensando que la cerveza era sangre, se embriagó de tal forma que no pudo continuar su matanza y regresó junto a Ra. Una versión dice que tres días después de ebria, Sejmet se transformó en Hathor y la humanidad estuvo a salvo gracias a Ra.
Al terminar una batalla, se celebraban festivales en honor a Sejmet para apaciguarla y que no destruyera de nuevo. Durante un festival anual celebrado a comienzos de año, llamado el Festival de la Embriaguez, los egipcios bailaban al son de la música para mitigar la bravura de la diosa y bebían grandes cantidades de vino para imitar, según el mito explicado, la embriaguez que detuvo a la diosa y su ira de destruir la humanidad. También pensaban que servía para evitar las inundaciones que se producían a comienzos de año, cuando el Nilo se teñía de rojo por el limo y Sejmet sofocaba las inundaciones bebiéndose el agua y salvando la humanidad.

En 2006, Betsy Bryan, una arqueóloga de la Universidad Johns Hopkins, descubrió excavando en el templo de Mut dibujos de sacerdotes y ciudadanos participando en este festival de enorme relevancia. Se han encontrado registros históricos que demuestran que participaban miles de personas en el festival. Estos descubrimientos se encontraron en el templo de Mut porque cuando Tebas se consolidó como capital, Mut conservó algunos distintivos de Sejmet. Estas excavaciones del templo en Lúxor revelaron un "lugar de embriaguez" construido en el templo por la reina-faraón Hatshepshut durante el apogeo de su reinado.

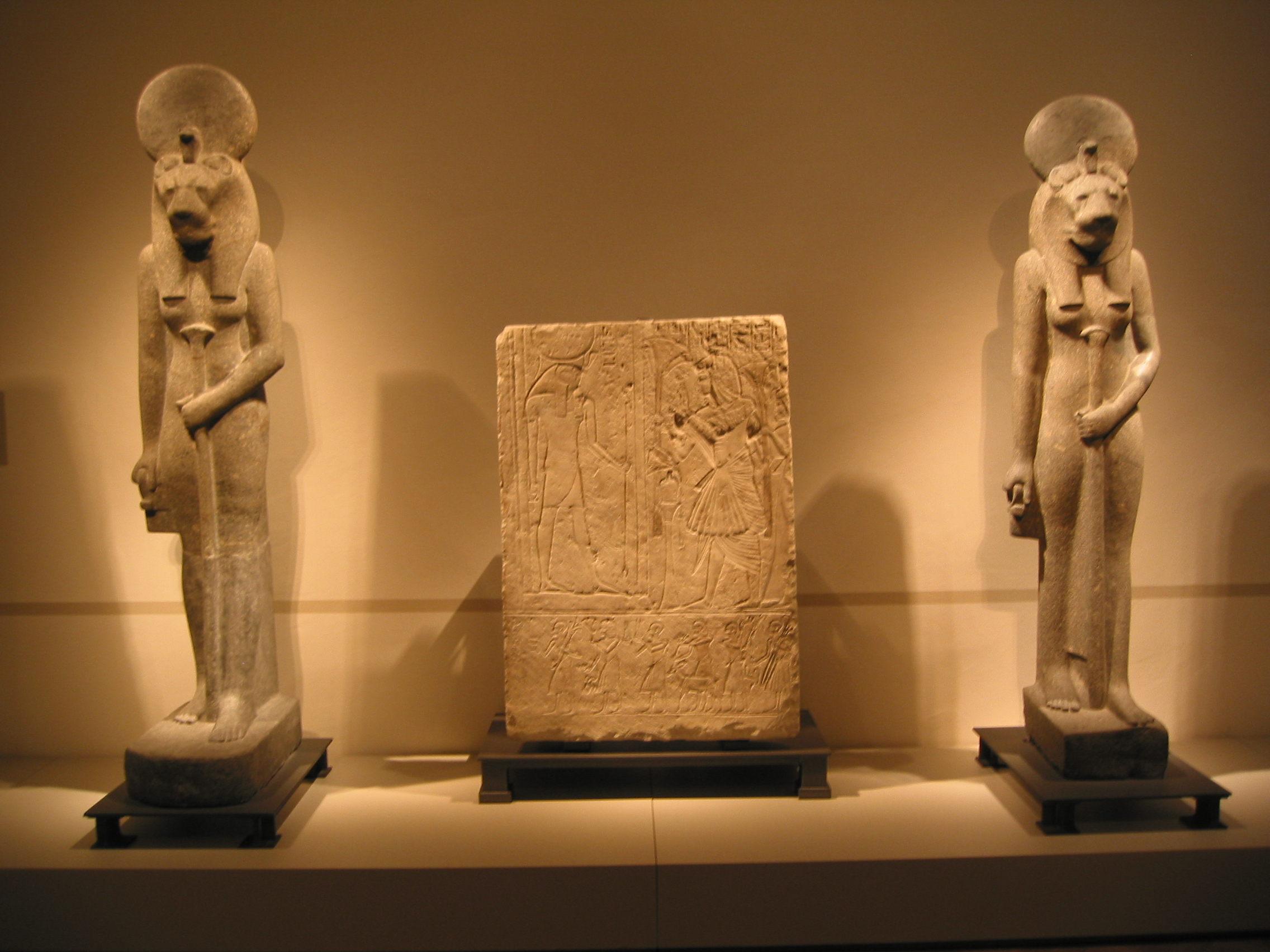
Dos estatuas de la diosa Sejmet y un bajorrelieve expuestos en el Museo Egipcio de Berlín.

Sejmet también fue considerada la madre de Maahes, una deidad que apareció en el Imperio Nuevo.

## Epítetos
Fue conocida como "La gran diosa madre", "La más poderosa", "La invencible" o "La terrible", por su carácter violento. La "Señora del oeste", "La gran señora amada por Ptah y madre de Nefertum", la "Diosa de la guerra", la "Dama de las montañas de poniente" o "La que frena la oscuridad" en su aspecto funerario. Era llamada "experta en magia", como sanadora. La "Diosa del amor", pues provocaba pasiones. La "Soberana del desierto" o "La perfecta", ya que tenía todas las cualidades por ser la primogénita del gran Ra y por lo tanto la vuelve una gran reina faraón.
| abA | x · t | H8 | I12 | \| \| | abA | x · t | B1 |
|     |       |    |     |       |     |       |    |

|  |

| abA | x · t | H8 | I12 | \| \| | abA | x · t | B1 |
|     |       |    |     |       |     |       |    |

|  |